# Fit tv
Fit tv  fue un canal de televisión por cable o satélite, propiedad de Discovery Communications. Su programación se relacionaba con el ejercicio, de ahí su nombre Fitness tv. Fit tv ofrece una programación con celebridades tales Marilu Henner, Sharon Mann y otros. El logo de la red es también conocido por sus colores alternados, azul y verde.
El 1 de febrero de 2011, se fusionó con Discovery Health Channel para convertirse en Discovery Fit & Health.
El canal tiene aproximadamente 35 millones de suscriptores en Cablevision.[cita requerida]

## Historia
En 1993, Fit tv se lanzó como "Cable Health Club" como parte de Tim y Pat Robertson International Family Entertainment Inc., que también pasa a ser propiedad del Canal Family Channel ahora ABC Family.
El 12 de septiembre de 1999, News Corporation Fox Cable Networks Group compró a fit tv y la fusionó con "America's Health Network" nombrándola así "The Health Network" (en lugar de Fox Health Channel).
El 1 de septiembre de 2001, Discovery Communications compró "The Health Network" por 255 millones de dólares, poco después, Discovery la bautizó como Fit tv.
Fit tv tiene la distinción de ser uno de los tres canales de Discovery Networks que no están durante toda la noche, los otros son: Discovery Channel y TLC tiene Infomercial de 2am a 6am. Los otros como: Investigation Discovery, Discovery Kids, Animal Planet, Military Channel, Science Channel, Destination America, Discovery Health Channel No tienen infocomerciales por lo cual operan las 24 horas del día.